# Sporting Club Red Star Strasbourg
Lo Sporting Club Red Star Strasbourg è una società di calcio francese, con sede a Strasburgo.

## Storia
La squadra venne fondata nel 1900, quando Strasburgo e l'Alsazia facevano parte dell'impero Tedesco, con il nome di FC Frankonia 1900 Straßburg.
Al termine della prima guerra mondiale Strasburgo e l'Alsazia passarono alla Francia e la società assunse il nome di Sporting Club Red Star Strasbourg. 

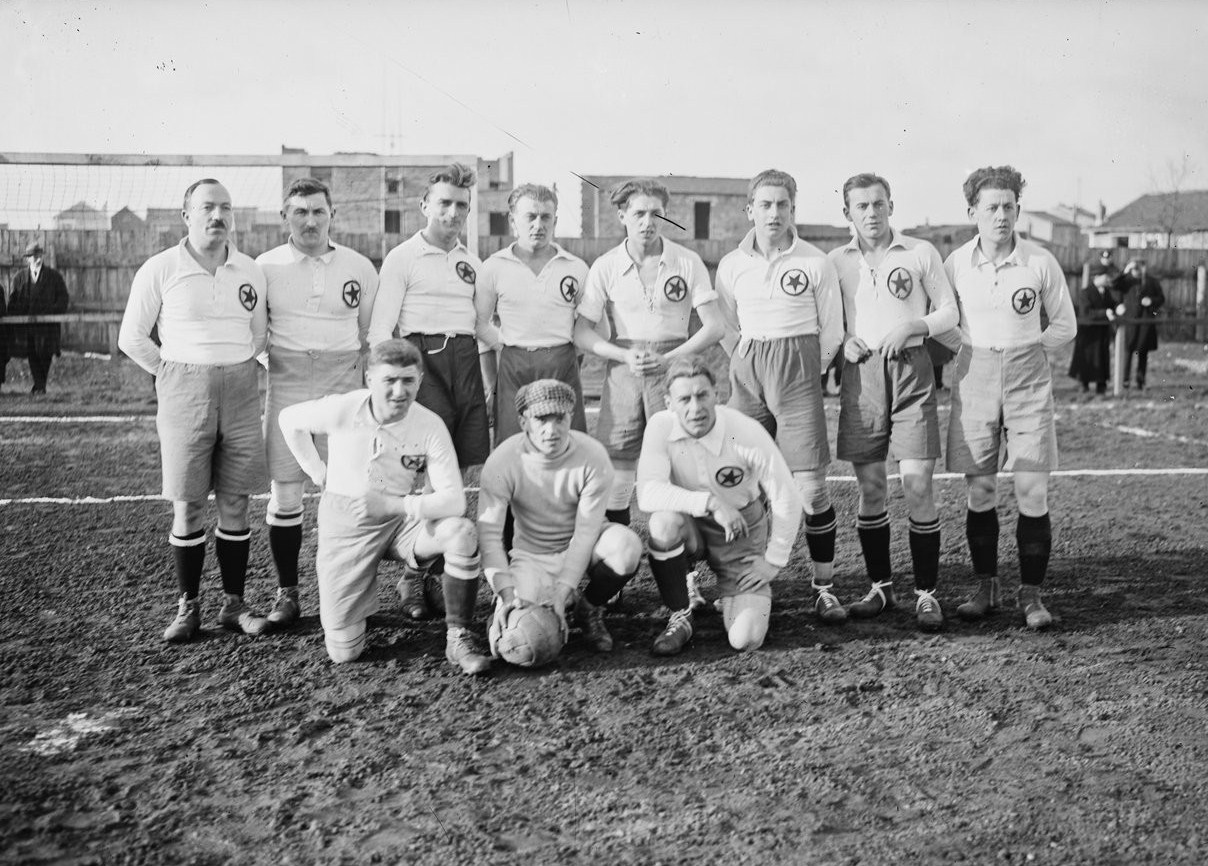
Una formazione del Red Star Strasburgo nella Coppa di Francia 1922-1923

Il Red Star militò nella Division d'Honneur alsaziana e negli anni tra le due guerre si impone come una delle squadre rivali più accreditate del Strasburgo, ed all'inizio degli anni '30 si prospettò la fusione tra i due club, che però non avvenne. Il club raggiunse i sedicesimi di finale nella Coppa di Francia 1924-1925, perdendo contro il Garenne-Colombes.
Con la conquista nazista della Francia, Strasburgo e l'Alsazia ritornarono a far parte della Germania ed il Red Star venne germanizzato, ritornando inizialmente alla denominazione originale e poi, a seguito della volontà del regime di imporre in città una rappresentanza delle Schutzstaffel, divenne Sportgemeinschaft SS Straßburg. 
Il SG SS Straßburg venne inclusa nel sistema calcistico tedesco ed inserita nella Gauliga Elsaß, che vince nella stagione 1941-1942 ottenendo così l'accesso alla fase nazionale del torneo. Il club raggiunse i quarti di finale del torneo, venendo eliminato dai futuri campioni dello Schalke 04. Nel 1942 raggiunge terzo turno della Tschammerpokal 1942, perdendo contro i futuri campioni del Monaco 1860.
Nella stagione 1943-1944 raggiunse il secondo posto nella propria Gauliga, non accedendo alla fase finale del torneo.
Terminata la seconda guerra mondiale l'Alsazia torna alla Francia ed il club riassume il suo nome francese ed a militare nelle divisioni inferiori transalpine.